# Корат Преследователь
Корат Преследователь (англ. Korath the Pursuer) — персонаж, появляющийся в комиксах издательства Marvel Comics.

## История публикации
Корат впервые появился в Quasar № 32 (март 1992 года), и был создан Марком Грюнвальдом и Грегом Капулло. Было показано, что он, Корат-Тхак, был ведущим разработчиком проекта, создавшего «Преследователя», который впервые появился в Inhumans # 11 (июнь 1977), хотя сам Корат не фигурировал в этом выпуске.

## Биография
Корат-Тхак является агентом империи Крии. Он был кибер-генетиком, основателем и руководителем проекта Догоняющий по разработке кибернетических воинов для ополчения Крии. Он также был мастером завода по производству боеприпасов и специальным оператором Высшей разведки.
Корат использовал кибер-генетическую технологию своего собственного дизайна, чтобы получить сверхчеловеческие силы во время войны Крии с Ши'ар. Затем он встретил Шатерракса, Алтимус и Супремор. По приказу Супремора он атаковал Мстителей на Хале и сражался с Капитаном Америка. Рядом с Звездной силой Кри он снова сражался с Мстителями на Хале. Он был свидетелем убийства Дембридом Аэль-Дана и Дар-Бенна и возвращения к власти Верховного Разума. Наряду со Звездной силой Кри он был взят в плен в луче shasar stasis. Он стал свидетелем битвы между силами Мстителей и был побежден Алой Ведьмой и Астрой. Рядом со Звездной армией Крии он прибыл в Империю Ши'ар, чтобы убить Лиландру. Он сражался с другим контингентом Мстителей и Имперской Гвардией Ши'ар. Он вернулся в Халу вместе с Лиландрой, Звёздной силой и Имперской Гвардией после детонации неба-бомбы, чтобы помочь восстановить Крии под правлением Ши'ар. Наряду с шиирскими Звездной силой и Смертельной птицей, Корат атаковал Квазар, Аишу и Маккари в Хале за нарушение воздушного пространства Ши'ар.
Адмирал Гален-Кор и его криминальные силы сражались с «Смертоносной звездой» и «Звездной силой». Корат и Старфорс вместе с Подпольным легионом сражались с лордом Танталом. Корат поселился на планете Готхаб Омега. Корат воссоединился с Ронаном, когда он пришел на планету в поисках Таны Нил. Очевидно, Корат был ассимилирован в Фаланкс и стал одним из их избранных. Он сражался с Квазаром, Моондроном и Адамом Уорлоком и был убит Альтроном, когда он не смог захватить Адама Уорлока.

## Силы и способности
Корат является членом чужой расы Крии, которая была дополнена неизвестным экспериментальным процессом кибер-генной инженерии. Он обладает сверхчеловеческой силой, выносливостью и прочностью. Он также обладает способностью псионически находить людей, прослеживая их мозговые узоры. Как и другие Кри, Корат не может дышать в атмосфере Земли без специального аппарата или дышащей сыворотки.
Корат является экспертом в кибер-генной инженерии. Он обучается боевым навыкам древних Крии, и является компетентным, но относительно неопытным вооруженным и невооруженным бойцом.
Корат носит бронированный боевой костюм и шлем, состоящий из неизвестных инопланетных материалов. Он обладает двумя бета-дубинками в 1½ фута, которые генерируют электрическую силу, способную оглушать противника в бессознательном состоянии при контакте или нарушая функции электрических устройств. Изменяя дубинки, Корат может оглушать существ столь же могущественных как Вечных или даже неосязаемых существ. Он способен к полету через электрически приводимые в действие турбины в его ботинках.

## Вне комиксов

### Телевидение
Корат Преследователь впервые появляется в мультсериале «Стражи Галактики» в эпизодах «Задние накладки» и «Дорога к Знанию», озвучен Дэйвом Феной. Он появляется как слуга Таноса и имеет связь с Гаморой и Небулой, где они оба были воскрешены Таносом.

### Фильмы
- Джимон Хонсу сыграл Кората в фильме 2014 года «Стражи Галактики».[14] Подчиненный Ронана Обвинителя, он отправляется на планету Мораг, чтобы получить подобный сфере артефакт, который был украден Звездным Лордом. После того, как Ронан восстанавливает артефакт, Корат присутствует, когда Ронан берет себе Камень Бесконечности для себя, предавая Таноса. Позже Корат сражается со Стражами, когда они садятся на корабль Ронана во время его атаки на Ксандр, и его убивает Дракс Разрушитель, вырывая один из имплантов в голове.
- Джимон Хонсу вернулся к роли Кората в фильме «Капитан Марвел» 2019 года, действия которого происходят в 1990-е годы, то есть до событий фильма «Стражи Галактики».

### Видеоигры
- Корат является игровым персонажем в аркадной игре 1995 года «Avengers in the Galactic Storm».
- Корат появляется в игре Marvel: Avengers Alliance 2.[15]
- Корат появляется в мобильной игре Marvel Future Fight